# Bertil Johansson
Bertil "Bebben" Johansson (n. 22 martie 1935, Göteborg, Suedia – d. 5 mai 2021, Hönö⁠(d), Comitatul Västra Götaland, Suedia) a fost un atacant și antrenor suedez. După ce a jucat primii ani din carieră la un club local, a fost transferat la IFK Göteborg în 1955, club cu care a câștigat Allsvenskan atât din postura de jucător cât și de antrenor.